# (3519) Ambiorix
(3519) Ambiorix ist ein Asteroid des Hauptgürtels, der am 23. Februar 1984 vom belgischen Astronomen Henri Debehogne am La-Silla-Observatorium der Europäischen Südsternwarte (IAU-Code 809) in Chile entdeckt wurde.
Der Asteroid wurde nach Ambiorix benannt, dem König der keltischen Eburonen, der im Jahre 54 v. Chr. den Römern unter Gaius Iulius Caesar eine schwere Niederlage beibrachte.